# Achen
Achen é uma comuna francesa na região administrativa de Grande Leste, no departamento de Mosela. Estende-se por uma área de 12,12 km². Em 2010 a comuna tinha 1 029 habitantes (densidade: 84,9 hab./km²).